# 圣巴托洛梅奥-瓦尔卡瓦尼亚
圣巴托洛梅奥-瓦尔卡瓦尼亚（義大利語：San Bartolomeo Val Cavargna），是意大利科莫省的一个市镇。总面积11平方公里，人口1054人，人口密度95.8人/平方公里（2009年）。ISTAT代码为013204。